# Горлівська гімназія «Інтелект»
Горлівська гімназія «Інтелект» (гімназія «Інтелект») — освітній заклад у Калінінському районі міста Горлівки Горлівської міської ради Донецької області. Навчання здійснюється українською мовою. Спеціалізація: з поглибленим вивченням іноземної мови. Профілі навчання: іноземної філології, біолого-хімічний, економічний, правовий.

## Історія становлення гімназії
01.09.1992 р. — відкриття Української гімназії на базі середньої школи № 20. В той час це був єдиний навчальний заклад з українською мовою навчання. Гімназія була створена саме в той час, коли суспільство усвідомило потребу у вихованні інтелектуальної еліти держави, розвитку їх талантів і здібностей, майбутніх творців нових технологій.
31.08.1996 р. — тимчасове припинення існування гімназії та відновлення роботи ЗОШ № 20 з поглибленим вивченням англійської мови
01.09.1999 р. — відродження Української гімназії з поглибленим вивченням англійської мови у складі:
- початкова школа «Розвивальне навчання»;
- 1 — 5 — класи з поглибленим вивченням англійської мови;
- 6 — 7 — профільні класи (економічний, гуманітарний);

01.09.2005 р. — Українську гімназію перейменована на Горлівську гімназію «Інтелект» з поглибленим вивченням англійської мови.
Українська гімназія міста Горлівки, порівняно з гімназіями України, що воскресили свою історію тільки що починає, але створювалася вона все ж таки вже на відпрацьованому досвіді роботи.
Це був сформований учнівський, а головне, педагогічний колектив загальноосвітньої школи № 20, яка в місті користувалася пошаною, в яку прагнули віддати на навчання своїх дітей батьки з різних куточків міста. Українська мова навчання, високий рівень викладання навчальних предметів, демократичний стиль взаємин між вчителями і учнями і як результат цього — майже всі випускники школи стають студентами вищих навчальних закладів. У 1999 році в гімназії було відкрито лише 5 класів, в яких вчилося 98 учнів.
Становлення і розвиток гімназії стало можливе завдяки творчій роботі директори і професійно-грамотного колективу, здатного постійно нарощувати свій потенціал. Незважаючи на малий термін існування, гімназія як навчальний заклад нового типу вже має свій імідж в очах дітей, батьків, міста, має свої традиції, великі і малі секрети, таланти і зірки і усвідомлює своє кінцеве завдання — стать святинею знань і духовності для своїх вихованців.
Гімназія «Інтелект» відома в Донецькій області та за її межами.

## Загальні відомості
У навчальному закладі навчається 365 учнів.
Всього педагогічних працівників: 54
із них:
- Заслужений учитель України — 1
- Відмінник освіти України — 9
- Учитель-методист — 7
- Старший учитель — 9
- Учителі вищої категорії — 18
- Учителі І категорії — 6

### Адміністрація
Колектив гімназії очолює Гарькава Валентина Степанівна, Заслужений учитель України;
Вас щиро вітають:
- Яковлева Олена Генадіївна — заступник директора
- Садікова Євгенія Іванівна — заступник директора
- Костенко Наталія Анатоліївна — заступник директора
- Волошинова Олена Яківна — заступник директора
- Брикова Олена Олександрівна — заступник директора

### Місії гімназії
1. формування інтелектуальної еліти — особистості, що відповідає вимогам соціального замовника (батьків, вищих навчальних закладів, суспільства в цілому) і прагне до постійного самовдосконалення саморозвитку, самовизначенню й самоактуалізації;
2. особистості, що вміє орієнтуватися в системі суперечливих цінностей, бути конкурентноспроможною в умовах соціальних змін;
3. особистості з розвинутим інтелектом, творчим потенціалом, що дбайливо ставитися до свого здоров'я.

## Форми та методи роботи з обдарованими учнями
традиційні:
- виявлення і обстеження обдарованих дітей;
- психологічна підтримка;
- створення умов для розкриття та реалізації потенційних можливостей дітей;
- створення колективу вчителів, готових працювати зі здібними учнями;
- організація роботи бібліотеки;
- моральне і матеріальне стимулювання саморозвитку;
- проведення моніторингу діяльності.

нетрадиційні:
- реалізація проекту «Створення нестандартної системи роботи вчителів з обдарованими учнями»;
- функціонування інтелектуального клубу «Лідер», створення наукового товариства гімназії;
- проведення гімназійних інтелектуальних конкурсів «Ерудит» і «Найрозумніший»;
- створення і запровадження в роботу портфоліо учня.

## Сучасна гімназія
Гімназія сьогодні  — це:
- поглиблене вивчення англійської мови;
- вивчення другої іноземної мови за вибором учнів;
- чотири профілі навчання в 10-11 класах: іноземної філології з поглибленим вивченням англійської мови, біолого-хімічний, економічний, правовий;
- курси за вибором, спецкурси, факультативи за профілем навчання, гуртки, студії, спортивні секції;
- сучасний внутрішній дизайн приміщень та навчальних аудиторій;
- виважена кадрова політика, доброзичлива атмосфера у спілкуванні;
- впровадження інноваційних технологій навчання та співпраця з вищими навчальними закладами;
- багатий бібліотечний фонд.

### Особливості навчання
- інтелігентна, творча, доброзичлива атмосфера співпраці учнів та вчителів;
- комфортні умови перебування дитини в закладі, індивідуальний підхід до освіти та розвитку кожної особистості;
- діловий зовнішній вигляд, усвідомлена особиста дисципліна навчальної праці;
- адаптація учнів до сучасних вимог ділового світу;
- новітні методики викладання;
- наявність сучасної матеріально-технічної бази навчання, добре укомплектований бібліотечний фонд, постійний зв'язок з мережею ІNTERNET;
- естетичний та фізичний розвиток учнів через роботу студій, гуртків, спортивних секцій.

## Контакти
Адреса гімназії: 84624, Донецька область м. Горлівка, вул. Малинича, 34